# Nueva Esparta
Nueva Esparta (španjolski. Estado Nueva Esparta) je jedna od 23 savezne države Venezuele, koja se nalazi na sjeveroistoku zemlje.

## Karakteristike
U otočkoj državi Nueva Esparta živi 491,610 stanovnika na površini od 1,150 km²
Ona se prostire od poluotoka Araya na kopnu, po otocima u Karipskom moru, od kojih je Margaritin otok najveći. Pored njega veći otoci su susjedni Cubagua i Coche. Uz njih tu su i brojni manji otoci, od kojih je većina nenaseljena, pa direktno zavise od savezne vlade.
Margaritin otok dominira ekonomskim životom države, jer je najveći i na njemu živi najviše stanovnika. Porlamar na jugoistočnoj obali otoka je najveći urbani centar, ali je La Asunción grad bogate povijesti i brojnih arhitektonskih spomenika - glavni grad. Puerto Fermín (El Tirano) je najveća ribarska luka, a uz nju postoji i mnogo manjih.

## Gospodaratvo
Glavne gospodarske aktivnosti su uz turizam, ribarstvo (s pratećom industrijom konzerviranja tuna i sardina) i lov na bisere koji je bio važan gotovo od vremena Kristofora Kolumba, danas je zbog ugroženog staništa školjaka bitno manji. Iako ratarstvo nije dobro razvijeno, u Esparti se ipak proizvodi patlidžane, kukuruz, dinje, paprike i rajčica.
Pitka voda doprema se s kopna podvodnim cijevima do Margaritinog otoka.

## Vanjske poveznice
- Esparta.htm Estado Nueva Esparta na portalu Venezuela tuya[neaktivna poveznica] (šp.)
- Nueva Esparta na portalu Encyclopedia Britannica (engl.)